# Xysticus lutzi
Xysticus lutzi är en spindelart som beskrevs av Willis J. Gertsch 1935. Xysticus lutzi ingår i släktet Xysticus och familjen krabbspindlar. Inga underarter finns listade i Catalogue of Life.